# Хмолино
Хмолино — деревня в Букарёвском сельском поселении Истринского района Московской области. Население — 29 чел. (2010). С Истрой связан автобусным сообщением (автобус № 36).
Хмолино расположено в 10 км к западу от райцентра Истра, на левом берегу реки Маглуши. Как Хмылина, обозначено на карте Шуберта 1860 года.

## Население
| 2002 | 2006 | 2010 |
| ---- | ---- | ---- |
| 19   | ↗24  | ↗29  |